# 加里納達火山
42°11′33″N 2°29′41″E / 42.19250°N 2.49472°E
加里納達火山（Volcà de la Garrinada），是西班牙的火山，位於該國東北部加泰羅尼亞的赫羅納省，處於奧洛特，海拔高度94米，火山口直徑0.15公里，最近一次火山噴發在11,000年前發生。